# Megalagrion xanthomelas
Megalagrion xanthomelas är en trollsländeart som först beskrevs av Selys 1876.  Megalagrion xanthomelas ingår i släktet Megalagrion och familjen dammflicksländor. IUCN kategoriserar arten globalt som sårbar. Inga underarter finns listade i Catalogue of Life.

## Bildgalleri

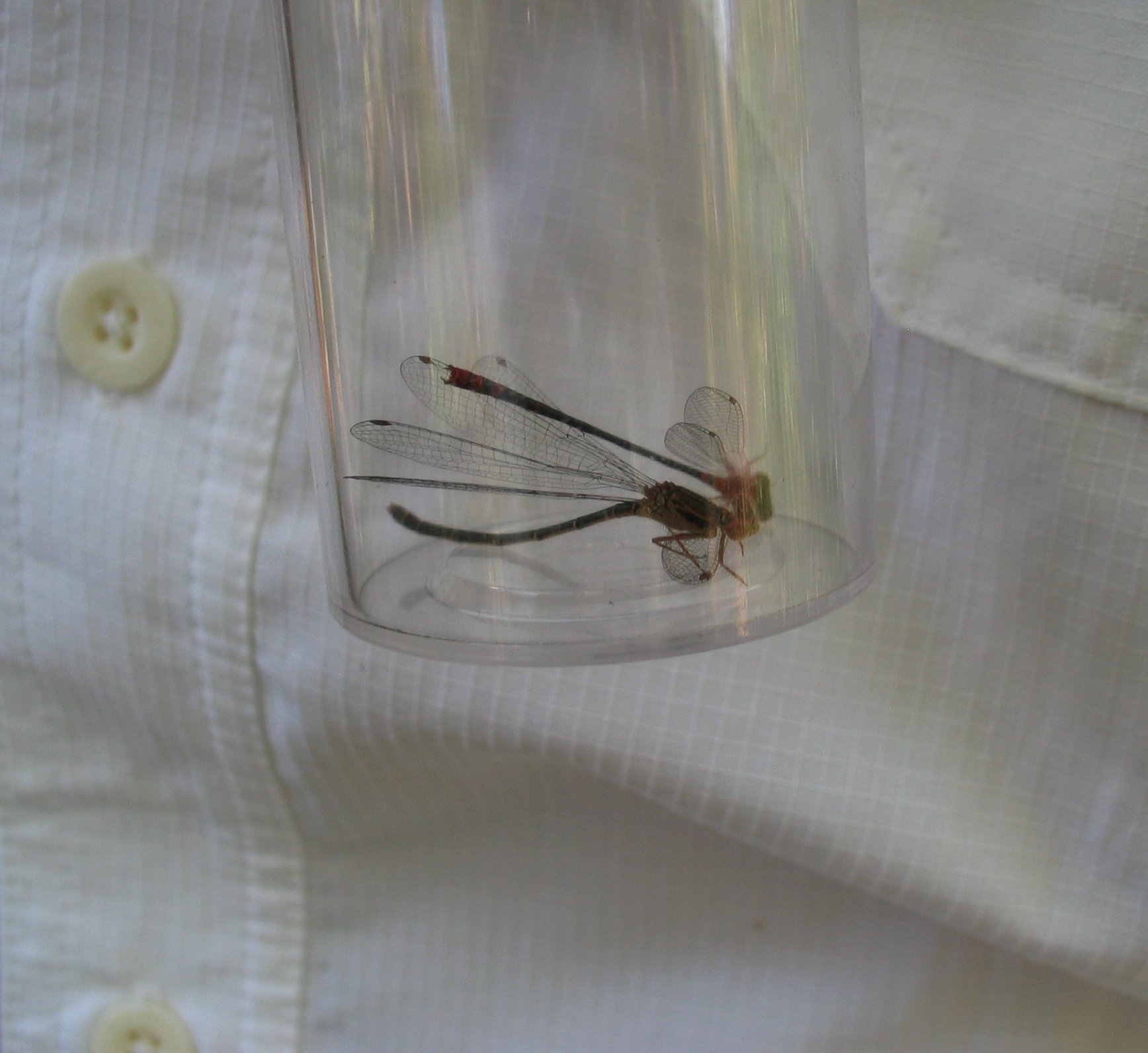
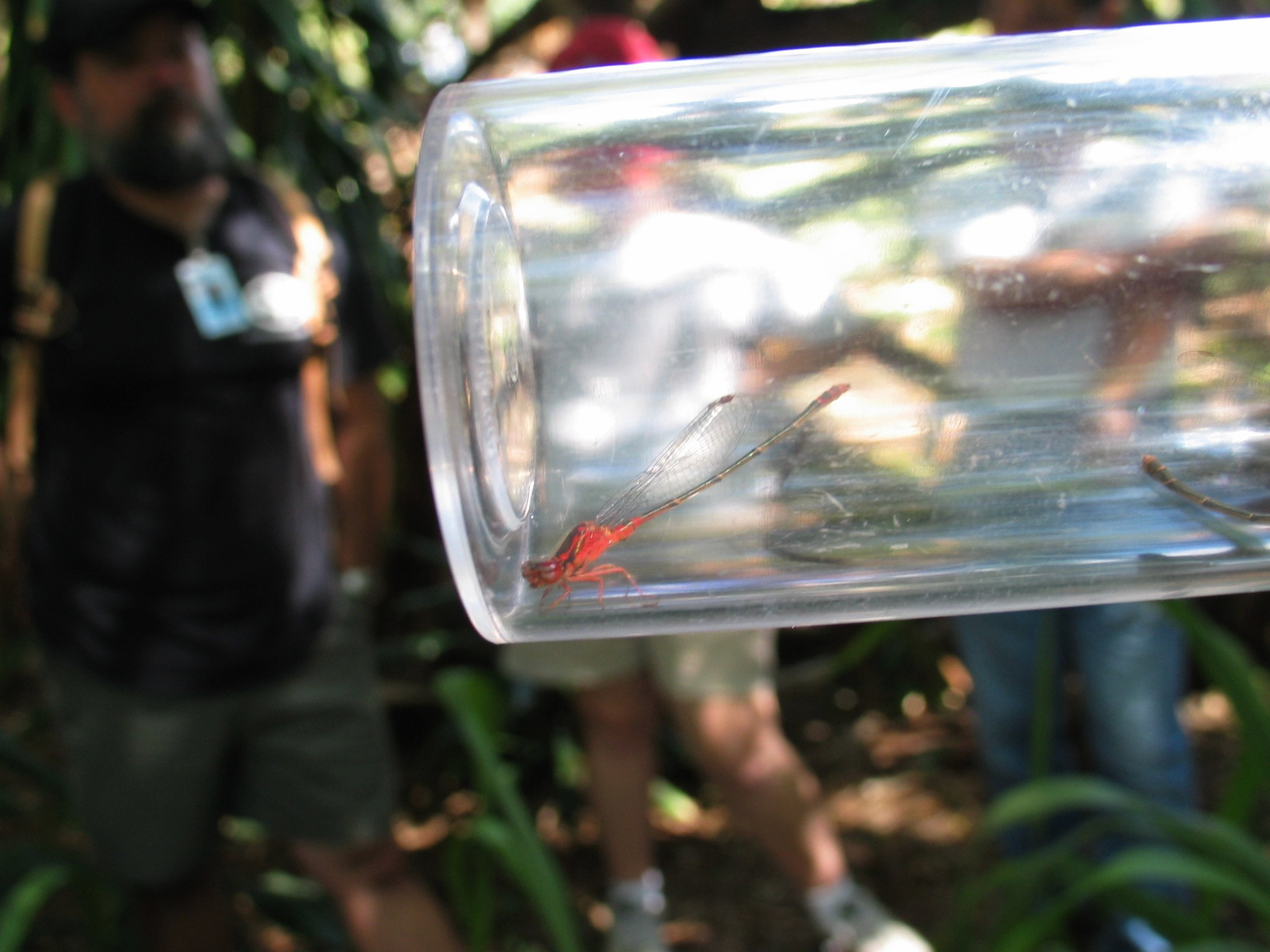
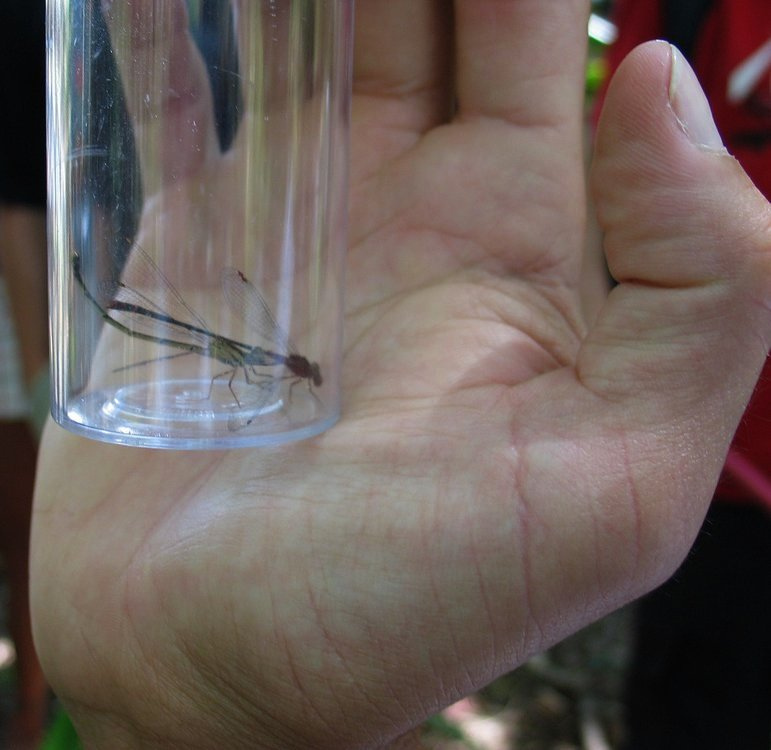